# Spirit in the Sky (singel Keiino)
Spirit in the Sky – debiutancki singel norweskiego zespołu Keiino, wydany cyfrowo 25 stycznia 2019. Piosenkę napisali członkowie grupy, tj. Tom Hugo Hermansen, Fred-René Buljo i Alexandra Rotan, a także Henrik Tala, Alexander N Olsson i Rüdiger Schramm.
Tekst piosenki inspirowany jest walką o tolerancję przez osoby o odmiennym pochodzeniu etnicznym, tożsamości płciowej czy seksualności.
4 kwietnia 2019 ukazał się oficjalny teledysk do piosenki, którego reżyserem został Martin Sofiedal.
W marcu 2019 kompozycja wygrała w finale programu Melodi Grand Prix 2019 i reprezentowała Norwegię w 64. Konkursie Piosenki Eurowizji w Tel Awiwie. 18 maja zajęła szóste miejsce w finale konkursu, zdobywając łącznie 331 punktów, w tym 291 pkt od widzów (1. miejsce) i 40 pkt od jury (18. miejsce).
Utwór dotarł do pierwszego miejsca norweskiej listy przebojów.

## Lista utworów
Digital download
1. „Spirit in the Sky” – 3:05

## Notowania na listach przebojów
| Kraj     | Lista (2019)   | Najwyższa pozycja |
| -------- | -------------- | ----------------- |
| Norwegia | Top 40 Singles | 1                 |